# El Tamarindo, Cuitláhuac
El Tamarindo är en ort i Mexiko.   Den ligger i kommunen Cuitláhuac och delstaten Veracruz, i den sydöstra delen av landet, 260 km öster om huvudstaden Mexico City. El Tamarindo ligger 400 meter över havet och antalet invånare är 616.
Terrängen runt El Tamarindo är platt åt sydost, men åt nordväst är den kuperad. Runt El Tamarindo är det ganska tätbefolkat, med 134 invånare per kvadratkilometer. Närmaste större samhälle är Cuitláhuac, 1,5 km öster om El Tamarindo. Trakten runt El Tamarindo består till största delen av jordbruksmark.